# David Mirkin
David Mirkin (* 18. září 1955 Filadelfie, Pensylvánie) je americký režisér, producent a scenárista. Jako scenárista se podílel mimo jiné na sitcomech The Larry Sanders Show a Three's Company a od roku 1993 působil jako vedoucí producent animovaného seriálu Simpsonovi. Později pracoval jako showrunner v produkčním týmu seriálu, ale nadále psal jednotlivé epizody a podílel se také na Simpsonových ve filmu. Od roku 2013 působí v týmu Simpsonových jako poradce.
Mirkin je držitelem ceny Peabody a pětinásobným držitelem ceny Emmy a režíroval filmů Před svatbou ne! a Romy a Michele.

## Kariéra

### Mládí
David Mirkin vyrostl ve Filadelfii, kde navštěvoval střední školu. Stejně jako jeho otec a bratr chtěl studovat inženýrství, a tak navštěvoval Drexelovu univerzitu, kterou však opustil bez titulu, protože se mu práce zdála příliš monotónní. Již jako dítě projevil Mirkin zájem o filmovou tvorbu, a tak se zapsal na filmovou školu na Loyola Marymount University v Los Angeles, kterou absolvoval v roce 1978.

### Začátky ve filmovém průmyslu
Mirkin začal svou kariéru v roce 1982 jako stand-up komik, který vystupoval po celé zemi. V roce 1983 získal první práci v šoubyznysu. Prostřednictvím svého bratrance se seznámil s Georgem Trickerem, který pracoval na sitcomu The Ropers, jenž byl spin-offem seriálu Three's Company. Mirkin napsal scénář k The Ropers, který byl odmítnut producentem seriálu, ale přečetl si ho i Bernie West, autor seriálu Three's Company. Tomu se Mirkinův styl líbil, a tak na seriálu pracoval následující 3 roky a přispíval svými nápady, ačkoli producenti od něj za tu dobu nekoupili ani jeden scénář.
Mirkinovým cílem bylo psát pro sitcom Na zdraví a dostal příležitost napsat scénář k jedné ze závěrečných epizod první řady. Jeho agent však práci bez jeho vědomí odmítl a Mirkin ho vyhodil. Prostřednictvím nového agenta pak získal stálou práci scenáristy v týmu komediálního seriálu Newhart. Po roce a půl působení v roli scenáristy se ujal role vedoucího producenta i showrunnera seriálu a některé epizody také sám natočil. Poté, co v roce 1987 získal cenu Emmy za vynikající scénář ke komediálnímu seriálu, opustil v roce 1988 produkční tým.
Roku 1990 Mirkin vymyslel a produkoval Get a Life, svou první vlastní show (s Chrisem Elliottem). Jako vedoucí producent byl zodpovědný za celou produkci a většinu dílů také sám natočil. Po dvou řadách byl pořad Get a Life v roce 1992 zrušen. Následovala spolupráce s Julií Brownovou, která v roce 1992 vyústila ve skečový seriál The Edge. Produkční tým opět opustil, a to již v roce 1993.

### Simpsonovi
V roce 1993 Mirkina kontaktoval vedoucí producent Simpsonových James L. Brooks. Poté, co po 4. řadě seriál opustila většina původního produkčního týmu, bylo na Mirkinovi, aby zahájil zásadní přestavbu. Sám převzal posty vedoucího producenta a showrunnera a najal mimo jiné Mika Scullyho a Davida X. Cohena do produkčního týmu. Svou prací vytvořil „Mirkinovu éru“ v seriálu, který se těší zvláštní oblibě fanoušků. Do roku 1995 byl vedoucím producentem, ale i poté se nadále významně podílel na celém výrobním procesu. Hrdinný kosmonaut Homer je jedinou epizodou, kterou kompletně napsal sám Mirkin, a dodnes se objevuje v různých žebříčcích 10 nejlepších dílů. Mirkin dodnes na seriálu pracuje jako poradce a podílel se také na Simpsonových ve filmu. Za svou práci na seriálu získal čtyři ceny Emmy a cenu Peabody.
Mezi jeho režijní počiny patří například filmy Před svatbou ne! nebo Romy a Michele. V roce 2012 byl Mirkin pověřen napsáním a režírováním filmové adaptace memoárů Richarda Bransona Losing My Virginity.